# 岡鹿門

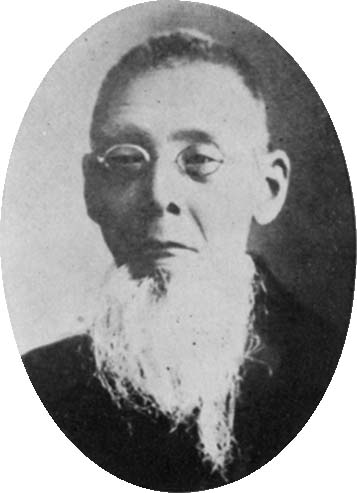
岡千仭（鹿門）

岡 鹿門（おか ろくもん、天保4年11月2日（1833年12月12日）- 大正3年（1914年）2月28日）は、幕末期の仙台藩士、明治時代の漢学者。名は千仭（せんじん）、字は振衣、初名は敬助、鹿門は号。幕末から明治を代表する漢学者の一人で、多くの門人を数える。

## 経歴
仙台藩の番士として将来を嘱望され、江戸に出て昌平黌に学び、のち舎長となる。同窓の重野成齋、松本奎堂、松林飯山、南摩羽峰と深く交わり、大坂で私塾「雙松岡塾」を開いて尊王攘夷論を唱えた。清川八郎、本間精一郎などを教育した。慶応2年（1866年）に藩校・養賢堂指南役。
戊辰戦争に際して、奥羽越列藩同盟に反対したことから仙台藩主及び藩士の怒りを買い、投獄された。
明治維新後は太政官修史局、東京府等に務めたがほどなく辞任し、芝愛宕下の旧仙台藩邸を利用して私塾「綏猷堂」を開き、門弟の教育活動に当たり、福本日南、尾崎紅葉、片山潜、国分青崖など多くの偉人が門を叩き、福沢諭吉の薦めで啓蒙活動を開始し始めた。
晩年には、大陸経論の志を抱き始め、李鴻章を尋ねて支那改革論を説き、大陸浪人として活躍。初期の興亜会にも関与した。
没時に従五位に叙された。墓所は目黒区の祐天寺。

## 栄典
- 1883年（明治16年）7月15日 - 正七位[2]

## 著書
- 『尊攘紀事』
- 『同補遺』
- 『米利堅志』
- 『佛蘭西志』
- 『琉球始末』
- 『渉史偶筆』
- 『蛍雪事業』
- 『北遊詩草』
- 『在臆話記』[3]